# Pawieł Komarow
Pawieł Timofiejewicz Komarow (ros. Павел Тимофеевич Комаров, ur. 12 lipca 1898 w Sołniecznogorsku w guberni moskiewskiej, zm. 2 maja 1983 w Moskwie) – radziecki polityk, I sekretarz Komitetu Obwodowego WKP(b) w Wołogdzie (1938–1942) i Saratowie (1942–1948).
Miał wykształcenie niepełne średnie, 1918–1922 żołnierz Armii Czerwonej, brał udział w wojnie domowej, w 1920 wstąpił do RKP(b). W latach 1928–1929 sekretarz komórki partyjnej w fabryce im. Frunzego, zastępca kierownika wydziału komitetu rejonowego WKP(b) w Moskwie, 1929–1930 przewodniczący komitetu wykonawczego rady okręgowej w Kałudze, 1930-1931 przewodniczący rady rejonowej w Moskwie. Później pełnomocnik Komitetu Miejskiego WKP(b) w Moskwie, 1934-1936 przewodniczący Proletariackiej Rady Rejonowej w Moskwie, 1936-1937 I sekretarz Czerwonogwardyjskiego Komitetu Rejonowego WKP(b) w Moskwie, 1937 I zastępca przewodniczącego komitetu wykonawczego Rady Miejskiej w Moskwie, od listopada 1937 do 7 czerwca 1938 I sekretarz Biura Organizacyjnego KC WKP(b) w obwodzie wołogodzkim. Od 12 czerwca 1938 do kwietnia 1942 I sekretarz Komitetu Obwodowego WKP(b) w Saratowie, a od 9 lipca 1942 do 17 grudnia 1948 w Wołogdzie. W latach 1952–1959 zastępca przewodniczącego Komitetu Kontroli Partyjnej przy KC KPZR, w tym od 21 stycznia 1954 do 23 lutego 1954 p.o. przewodniczącego tego komitetu. Deputowany do Rady Najwyższej ZSRR 1,2,4 i 5 kadencji. Od 21 marca 1939 do 17 października 1961 zastępca członka KC WKP(b)/KPZR. Od 1959 na emeryturze. Odznaczony Orderem Czerwonego Sztandaru Pracy.